# NA2
NA2 war ein Experiment am Super Proton Synchrotron des CERN, das 1975 genehmigt wurde und bis 1985 Daten nahm. Abgeschlossen wurde es 1995. Ziel des Experimentes war die Erforschung der tief inelastischen Streuung hochenergetischer Myonen an verschiedenen Proben zur Verbesserung des Verständnisses der durch virtuelle Photonen vermittelten elektromagnetischen Wechselwirkung und der Substruktur von Proton und Neutron. Es wurde von der European Muon Collaboration (EMC) durchgeführt; Sprecher der Kollaboration war Terence Sloan von der Lancaster University. Unter anderem wurden Strukturfunktionen F2 verschiedener Proben vermessen.

## Aufbau
Als Proben wurde Wasserstoff, Deuterium und schwerere Elemente wie z. B. Eisen verwendet. Zur Ablenkung der Teilchen wurde ein Dipolmagnet mit 5 Tm genutzt. Davor und danach befanden sich Driftkammern und MWPCs zur Aufzeichnung der Spuren. Um Hadronen von Myonen unterscheiden zu können, wurde ein magnetisierter Filter aus Eisen benutzt.

## Ergebnisse
Mit dem NA2-Experiment wurde der EMC-Effekt entdeckt.